# Anas (azienda)
Anas S.p.A. è una società per azioni italiana che si occupa di infrastrutture stradali e gestisce la rete di strade statali e autostrade di interesse nazionale.
Fondata nel 1946 con il nome di Azienda Nazionale Autonoma delle Strade (A.N.A.S.), tale acronimo è diventato un nome proprio con la trasformazione prima in ente pubblico economico (1996) e successivamente in S.p.A. (2002). Dal gennaio 2018 fa parte del gruppo societario di Ferrovie dello Stato Italiane. È vigilata dal Ministero delle infrastrutture e dei trasporti.
Giuridicamente la società è qualificabile quale organismo di diritto pubblico; inoltre, nell'ambito del sistema europeo dei conti nazionali e regionali, figura fra le società in conto economico consolidato dello Stato italiano.

## Storia

### Il secondo dopoguerra e la creazione
Precursore dell'ente fu l'Azienda Autonoma Statale della Strada (AASS), creata nel 1928, ma nell'immediato secondo dopoguerra italiano, con il d.lgs. 27 giugno 1946 n. 38, venne istituita l'A.N.A.S., Azienda Nazionale Autonoma delle Strade Statali, come ente di diritto privato. Direttore generale fu nominato Eugenio Gra, uno degli ideatori del progetto del Grande Raccordo Anulare di Roma (GRA/A90), i cui lavori presero il via nel 1948.
Al principio degli anni cinquanta, l'Anas dovette far fronte ad una situazione grave, principalmente dovuta ai danni della seconda guerra mondiale, con la maggior parte delle infrastrutture ferroviarie distrutte o danneggiate. La rete autostradale era di circa 440 km ed ebbe bisogno di molti capitali e di molti anni di lavoro per giungere ai suoi primi 5 000 km nel 1975; la rete stradale invece era di 21 146 km, in gran parte da controllare e da ricostruire. In particolare, è stato calcolato che i chilometri di rete danneggiati dalla guerra furono 14 000, la metà dei quali erano praticamente distrutti e richiedevano un rifacimento completo.
Un passo importante per la ricostruzione e il miglioramento della rete viaria del Paese si ebbe il 16 giugno 1951 con la stipula della convenzione tra Anas e la Cassa del Mezzogiorno (ente creato l'anno precedente per finanziare iniziative industriali tese allo sviluppo economico del Sud d'Italia) finalizzata alla realizzazione di opere di viabilità.
La legge 21 maggio 1955, n. 463 disegnò l'impianto della rete autostradale nazionale. Complessivamente il piano Romita riguardava 5–600 km di autostrade esistenti e da realizzare e impegnò anche l'IRI sul fronte della progettazione, costruzione e gestione delle autostrade. Nel 1955, inoltre, Anas stipulò una nuova convenzione con la Cassa del Mezzogiorno per avviare un consistente riclassamento delle strade provinciali in strade statali e per assumere la gestione delle strade realizzate dalla Cassa stessa.
La legge 13 agosto 1959 n. 904 finanziò alcune autostrade tra cui, in Sicilia, la Messina-Catania e la Palermo-Catania. Sempre nel 1959 fu ultimata la realizzazione della Strada statale 201 dell'Aeroporto di Fiumicino, a servizio del nuovo aeroporto “Leonardo da Vinci”.
La legge 7 febbraio 1961 n. 59 modificò parzialmente le denominazione, dal precedente Azienda nazionale autonoma delle strade statali in Azienda nazionale autonoma delle strade. Risale sempre al 1961 un ulteriore provvedimento fondamentale per il settore autostradale: si tratta della legge Zaccagnini (legge n. 729/1961), che ampliò la rete programmata. A seguito di questo provvedimento, tutte le autostrade precedentemente affidate allo Stato o realizzate direttamente da Anas, per un totale di 750 chilometri, furono date in concessione alla società Autostrade.
Negli anni successivi la rete di competenza Anas registrò comunque un notevole incremento, passando a 35 169 km nel 1963 e a 42 800 nel 1970. A cavallo tra gli anni sessanta e settanta fu realizzata l'autostrada Salerno-Reggio Calabria, importante arteria di collegamento per il Sud Italia. I lavori iniziarono tra il 1962 e il 1964 e furono completati nel 1974. Dal 1969 la Roma-Fiumicino e il Grande Raccordo Anulare di Roma furono classificati come autostrade. L'anello del GRA fu completato nel 1974.
Nel 1978 il CIPE approvò il primo Piano Nazionale Manutentorio di Anas. Le leggi n. 146 del 1980 e n. 119 del 1981 portarono al trasferimento all'Anas della viabilità della Cassa per il Mezzogiorno. Negli anni ottanta la rete stradale gestita dall'Anas registrò un'ulteriore crescita, anche a seguito dei riclassamenti richiesti dalle province. Inoltre, fu organizzata la rete dei centri e nuclei di manutenzione per il presidio delle strade statali, che sostituì il precedente sistema basato sui cosiddetti “cantoni”.
Nel 1987 Anas aprì al traffico la SS 36 Lecco-Colico, prima strada italiana con caratteristiche di telecontrollo attraverso una centrale operativa.
Nel 1988 prese il via il programma dei lavori previsti per i Campionati mondiali di Calcio Italia '90, che riservò particolare attenzione ai collegamenti con i principali scali aeroportuali e portuali.

### Gli anni 1990 eTangentopoli
Negli anni novanta Anas avviò la realizzazione della terza corsia del Grande Raccordo Anulare di Roma che venne completata in base alle disponibilità finanziarie a tratte: circa 30 km aperti al traffico entro il 1997, altri 20 km tra il 1996 e il 2000 nell'ambito dei lavori del Giubileo e i restanti 20 km tra il 2006 e il 2011.

Il vecchio logo dell'Anas, in uso fino al 2016

Nella primavera del 1993 l'ente venne coinvolto nella vicenda di tangentopoli: in quel periodo si ebbero clamorosi arresti per presunte tangenti per gli interventi susseguenti, ad esempio, all'alluvione della Valtellina.
La questione delle tangenti Anas ebbe rilievo specialmente per il coinvolgimento di Giovanni Prandini, che era il ministro dei Lavori Pubblici e, in quanto tale, presidente del Consiglio di amministrazione dell'Anas, il quale fu tratto in ipotesi accusatorie oscillanti fra la corruzione e la concussione; Prandini ammise la percezione delle tangenti inquadrandola come una forma di finanziamento ai partiti. Lo scandalo, relativo a numerosi appalti Anas e (a viaggi pagati dall'ente) coinvolse anche Arnaldo Forlani, che fu deferito al Tribunale dei ministri, e Severino Citaristi, tesoriere della Democrazia Cristiana. Politici ed amministratori ad ogni livello risultarono coinvolti; alcuni si diedero addirittura alla latitanza, come Lorenzo Cesa (allora consigliere comunale a Roma) e l'ex direttore dell'Anas Antonio Crespo.
Nel luglio del 1993 iniziò ad occuparsi dell'ente la Corte dei Conti la quale, nella relazione generale sul conto consuntivo dello Stato per il 1992, sottolineò diversi segnali di preoccupazione circa la gestione dell'Anas: il ricorso generalizzato alla trattativa privata (anche attraverso la continua evocazione di motivi di urgenza in realtà insussistenti), l'incremento dei residui passivi, la lievitazione dei costi delle opere, la proliferazione delle varianti in corso d'opera, l'aumento delle opere incomplete. In conseguenza di tale situazione, nel 1994 l'Anas venne commissariata da Francesco Merloni, ultimo ministro dei Lavori Pubblici a ricoprire il ruolo di Presidente del Consiglio di amministrazione di Anas, mentre Giuseppe D'Angiolino, ex ufficiale della Guardia di Finanza, fu nominato amministratore unico dell'Anas.
Con il decreto legislativo 26 febbraio 1994 n. 143, e con il D.P.C.M. del 26 luglio 1995, Anas fu trasformata in "Ente nazionale per le strade" e divenne ente pubblico economico, con organi di amministrazione ordinari. L'azienda ha quindi superato questo difficile periodo per la politica e le Istituzioni italiane, tornando a una situazione di normalità. Giuseppe D'Angiolino divenne il primo presidente di Anas - "Ente nazionale per le strade".

### Gli anni 2000 e la trasformazione in S.p.A.
La legge 15 marzo 1997, n. 59 sul decentramento amministrativo in Italia e la riforma dello Stato influenzò profondamente anche l'Anas; infatti il provvedimento introdusse il cosiddetto “federalismo stradale” che diede il via al processo di regionalizzazione di una parte della rete stradale, con conseguente passaggio delle funzioni delegate all'Anas agli enti territoriali. Le strade da trasferire alle Regioni furono individuate dal Decreto del presidente del Consiglio dei ministri del 21 febbraio 2000, operativo a partire dall'anno successivo. Complessivamente passarono alle Regioni circa 25 000 km di strade, mentre 21 000 chilometri di strade statali sono rimaste in gestione diretta all'Anas. A partire dal 2005 alcune delle strade cedute dall'Anas sono tornate sotto la gestione dell'azienda - come ad esempio il tratto ligure della SS1 "Aurelia" e alcuni tratti della SS3 "Flaminia" in Umbria e della SS5 "Tiburtina Valeria" in Abruzzo - e con le nuove tratte realizzate la rete stradale e autostradale in gestione è salita a 25 000 km, di cui 1 300 di autostrade e raccordi autostradali.
Nel 2001 si giunse al commissariamento dell'Anas, con il quale il ministro delle infrastrutture e dei trasporti Pietro Lunardi sciolse il Consiglio di amministrazione, sostituendogli quale commissario straordinario Vincenzo Pozzi e 3 subcommissari. La legge obiettivo 21 dicembre 2001, n. 443 che stabiliva le procedure e le modalità di finanziamento per la realizzazione di grandi infrastrutture considerate strategiche per l'Italia. Il 21 dicembre del 2001 il CIPE ha approvato il 1° programma delle opere strategiche. Nel 2002, a seguito della nuova legge, Anas ha riorganizzato i lavori per l'ammodernamento dell'autostrada Salerno-Reggio Calabria. Il cambiamento principale ha riguardato l'accorpamento dei lotti ancora non appaltati in pochi, grandi macrolotti.
Nel febbraio 2002 Vincenzo Pozzi è stato nominato presidente dell'Anas. Il decreto legge 8 luglio 2002 n. 138, convertito nella legge 8 agosto 2002 n. 178 ha trasformato l'Anas in società per azioni. Il 19 dicembre 2002 l'Anas ha approvato il nuovo statuto sociale e nominato il Consiglio di amministrazione nonché il collegio sindacale, e a partire dal 1º gennaio 2003 è operativa come società per azioni.
Nel luglio 2006 è stato nominato presidente dell'Anas Pietro Ciucci, già AD di Stretto di Messina S.p.A. e in precedenza direttore generale dell'IRI. La struttura della società è stata riorganizzata con la creazione di tre condirezioni generali e dell'ispettorato di vigilanza sulle concessioni autostradali.
Nel giugno 2007 Anas è diventata azionista di maggioranza della società Stretto di Messina, concessionaria per la progettazione, realizzazione e gestione del Ponte sullo Stretto di Messina. Tra il 2007 e il 2008 Anas ha costituito società miste con le regioni Lombardia, Veneto, Piemonte, Lazio e Molise per la realizzazione e la gestione di nuove autostrade regionali.
Nel 2009 Anas ha aperto al traffico la nuova autostrada Catania-Siracusa, realizzata in meno di cinque anni. Per sette anni consecutivi, a partire dall'esercizio 2008, Anas ha chiuso il bilancio in utile e inoltre, a partire dall'esercizio 2009, ha distribuito un dividendo al Ministero dell'economia e delle finanze.

### Il conferimento a FS e il nuovo assetto
Dal 1º ottobre 2012 le attività di vigilanza sulle concessioni autostradali sono state trasferite da Anas al Ministero delle infrastrutture e dei trasporti, e nell'aprile 2015 Pietro Ciucci ha comunicato al ministro delle infrastrutture e dei trasporti, Graziano Delrio, la sua intenzione di rimettere l'incarico di presidente di Anas.
Il 18 maggio 2015 l'assemblea degli azionisti di Anas ha nominato presidente del C.d.A. e A.D. Gianni Vittorio Armani, già amministratore delegato di Terna Rete Italia S.p.A. Del cda fanno parte anche l'ingegnere Cristiana Alicata e l'architetta Francesca Moraci. Il nuovo vertice ha in pochi mesi rinnovato tutta la prima linea del management aziendale, eliminando le condirezioni generali e lanciando un grande piano pluriennale di investimenti 2015-2019 del valore di 20 miliardi, focalizzato sulla manutenzione della rete stradale e sul recupero del gap infrastrutturale del Mezzogiorno.
Nel 2016 viene avviato il processo di passaggio all'Anas di oltre 6.000 km di strade regionali e provinciali, attraverso delle convenzioni nelle regioni Lazio, Marche e Lombardia. Con il conferimento a Ferrovie dello Stato il 18 gennaio 2018 l'intero pacchetto azionario di Anas è stato trasferito dal Ministero dell'economia e delle finanze alla Holding del Gruppo FS.
A seguito delle dimissioni dell'amministratore delegato, dal dicembre 2018 il nuovo cda di Anas è composto da Claudio Andrea Gemme, indicato quale presidente, Ivo Roberto Cassetta, Antonella D'Andrea, Vera Fiorani e dall'Ing. Massimo Simonini nominato amministratore delegato.
L’Assemblea degli azionisti, riunitasi in data 23 dicembre 2021 a Roma, ha nominato i membri del nuovo Consiglio di amministrazione di Anas (Gruppo FS Italiane) che è composto da Edoardo Valente (presidente), Aldo Isi, Antonella D’Andrea, Maria Cristina Giangiacomo e Carlo Palasciano Villamagna. Resterà in carica per il triennio 2021-2023, fino all’Assemblea di approvazione del bilancio d’esercizio 2023. 
A valle dell’Assemblea degli azionisti, il nuovo Consiglio di amministrazione, su proposta del presidente Edoardo Valente, ha nominato Aldo Isi amministratore delegato e direttore generale.
Il 6 marzo 2025, l’Assemblea di Anas ha nominato il nuovo Consiglio di Amministrazione in carica per il triennio 2025-2027, indicando alla Presidenza Giuseppe Pecoraro e come Amministratore Delegato Claudio Andrea Gemme.

## Organizzazione
Dal 1º ottobre 2019 nell'azienda è attiva la suddivisione in 16 strutture territoriali, abbandonando la precedente organizzazione più capillare e obsoleta:
| Strutture territoriali      | Strutture territoriali                   |
| --------------------------- | ---------------------------------------- |
| Abruzzo e Molise (L'Aquila) | Marche (Ancona)                          |
| Basilicata (Potenza)        | Piemonte e Valle d'Aosta (Torino)        |
| Calabria (Catanzaro)        | Puglia (Bari)                            |
| Campania (Napoli)           | Sardegna (Cagliari)                      |
| Emilia-Romagna (Bologna)    | Sicilia (Palermo)                        |
| Lazio (Roma)                | Toscana (Firenze)                        |
| Liguria (Genova)            | Umbria (Perugia)                         |
| Lombardia (Milano)          | Veneto e Friuli-Venezia Giulia (Venezia) |

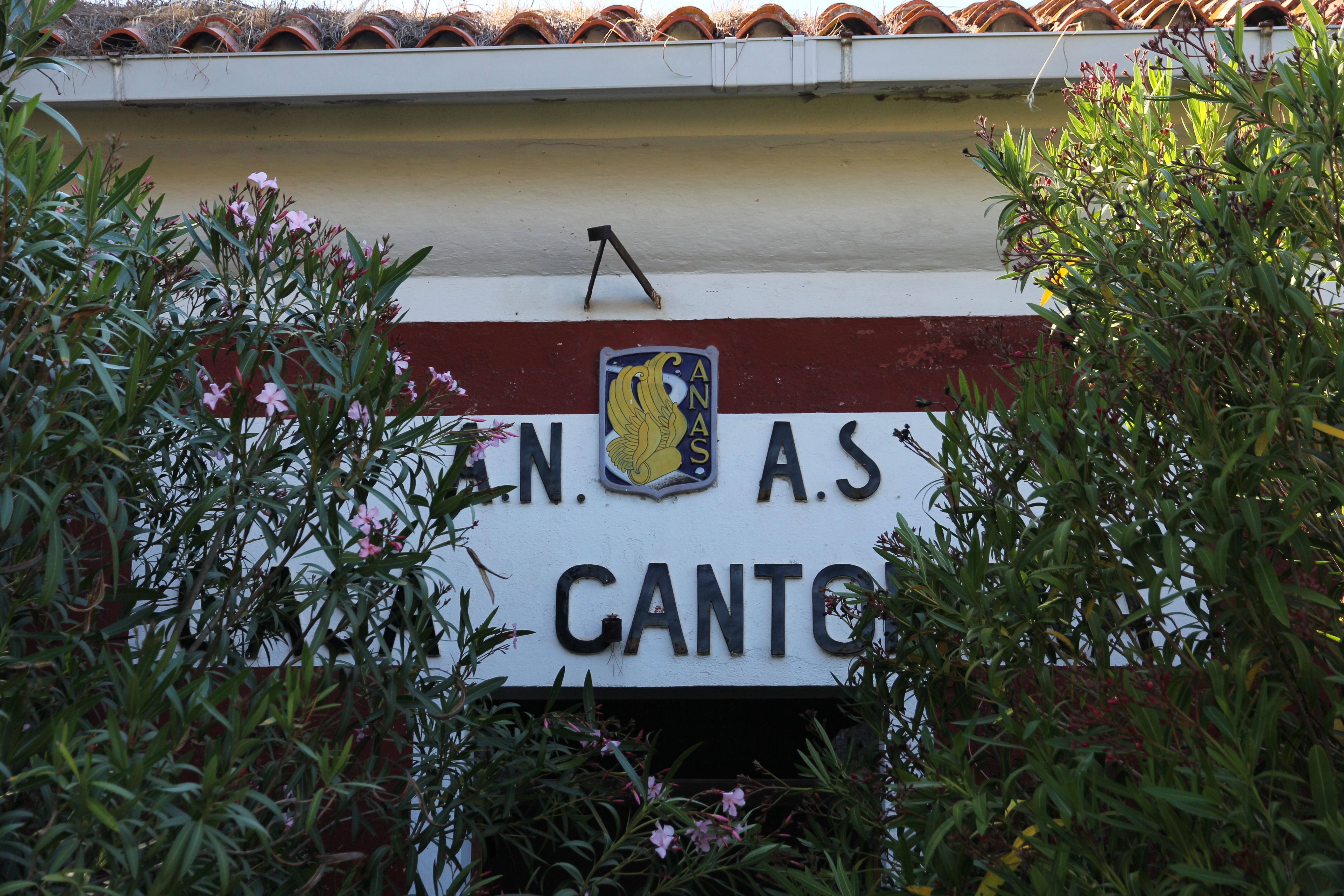
Lo stemma della società presente nella cantoniera di Luogosanto

Sono tutti coordinati dalla direzione generale che ha sede a Roma. Oltre alle strutture territoriali sopracitate, ce n'è una dedicata alla Autostrada A2 del Mediterraneo, situata a Cosenza. Nella regione autonoma Trentino-Alto Adige il compartimento Anas è stato soppresso e la gestione delle strade statali è affidata alle province autonome di Trento e Bolzano. Una Sala Situazioni nazionale coordina il servizio dell'infomobilità e sicurezza stradale con le strutture territoriali.

## Competenze
Le principali competenze attribuite all'Anas sono:
- gestire le strade e le autostrade di proprietà dello Stato, nonché provvedere alla loro manutenzione ordinaria e straordinaria;
- realizzare il progressivo miglioramento e adeguamento della rete;
- costruire nuove strade statali e nuove autostrade, sia direttamente che in concessione;
- garantire servizi di informazione agli utenti, a partire dagli apparati segnaletici;
- attuare leggi e regolamenti sulla tutela del patrimonio stradale e autostradale e sulla tutela del traffico e della segnaletica;
- partecipare a studi, ricerche e sperimentazioni in materia di viabilità, traffico e circolazione;
- espletare eventuale servizio di polizia stradale, mediante il proprio personale, i compiti di prevenzione ed accertamento delle violazioni in materia di circolazione stradale ed il controllo sull'uso delle strade.[37]

## Attività

### Progettazione e realizzazione lavori

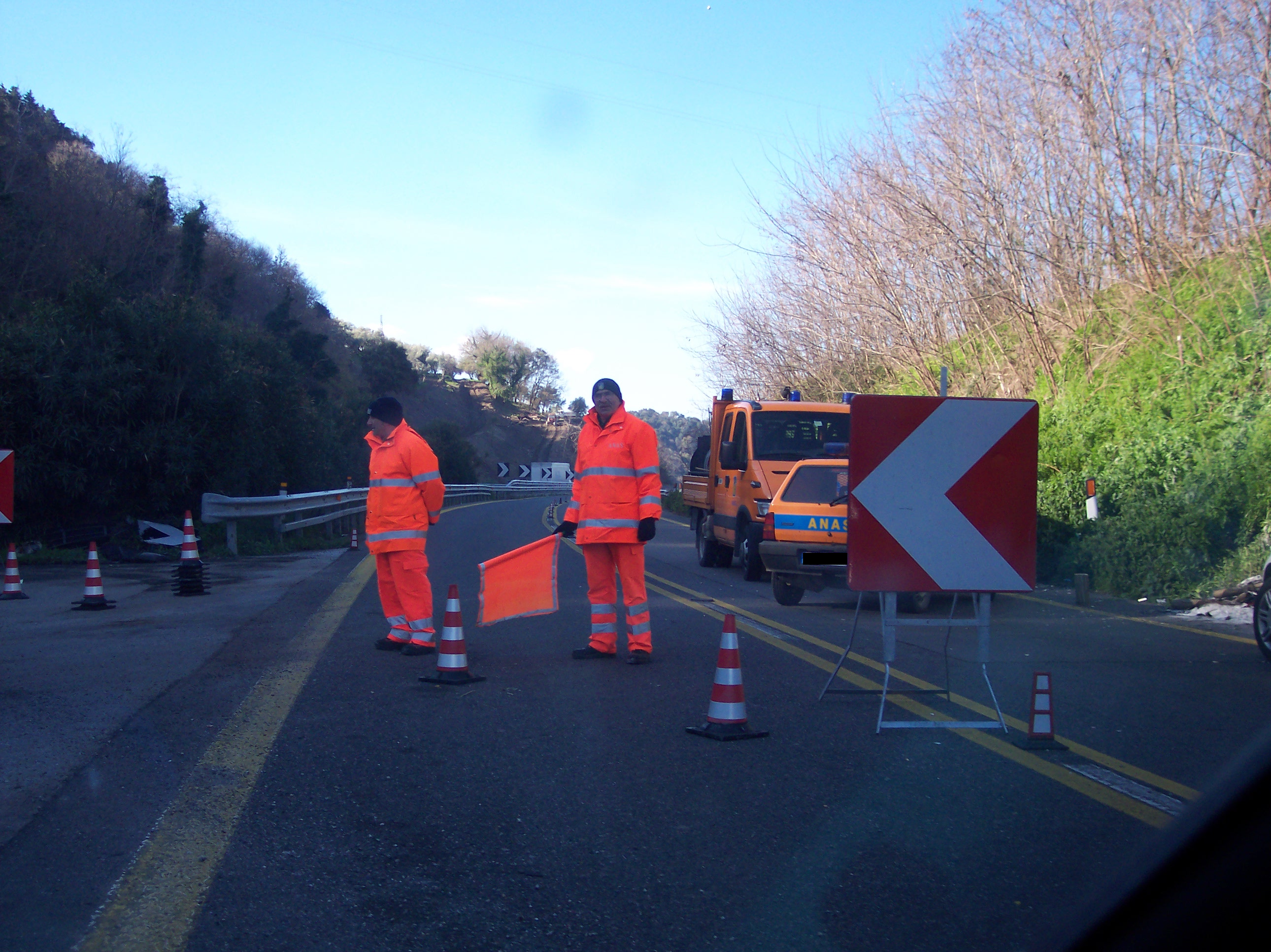
Operai Anas addetti alla circolazione a senso unico alternato nel 2009 durante i lavori di ammodernamento dell'autostrada A2 Salerno-Reggio Calabria

Anas gestisce il ciclo completo delle attività di progettazione e controllo per le nuove opere stradali di importo superiore ai 15 milioni di euro. La Società segue gli interventi a partire dallo studio di fattibilità, proseguendo con i tre livelli di progettazione (preliminare, definitiva, esecutiva) fino alla fase di appalto per la realizzazione delle opere. Anas, inoltre, si occupa della verifica delle progettazioni realizzate dagli aggiudicatari di Appalti Integrati o di Contraenti Generali.
I progetti che possono avere impatti significativi sull'ambiente e sul patrimonio culturale sono sottoposti alla Valutazione di Impatto Ambientale (VIA).
La progettazione, ovviamente, è fortemente legata al tema della sicurezza della rete viaria. In quest'ambito, nel corso degli anni ha acquisito particolare rilevanza il dibattito, a livello nazionale ed europeo, sulla sicurezza delle gallerie stradali. A tal proposito, Anas ha sviluppato delle linee guida che hanno un duplice obiettivo: definire un metodo di progettazione della sicurezza in applicazione della direttiva 54/2004/CE del Parlamento europeo (sui requisiti minimi di sicurezza per le gallerie della rete transeuropea); fornire criteri di progettazione della sicurezza uniformati per tutte le gallerie della rete nazionale.
Per quanto riguarda la realizzazione di lavori e nuove costruzioni, Anas contribuisce al processo di pianificazione pluriennale elaborando la proposta di budget di costo relativa alla realizzazione di nuove opere e agli interventi di manutenzione straordinaria.
Inoltre, definisce i requisiti di qualità e di sicurezza e i costi delle opere nel rispetto delle normative vigenti. Di conseguenza, tra i compiti di Anas c'è anche quello di assicurare il raggiungimento del livello predefinito di qualità dei lavori, nel rispetto dei tempi e dei costi di realizzazione preventivati.

### Manutenzione ed esercizio

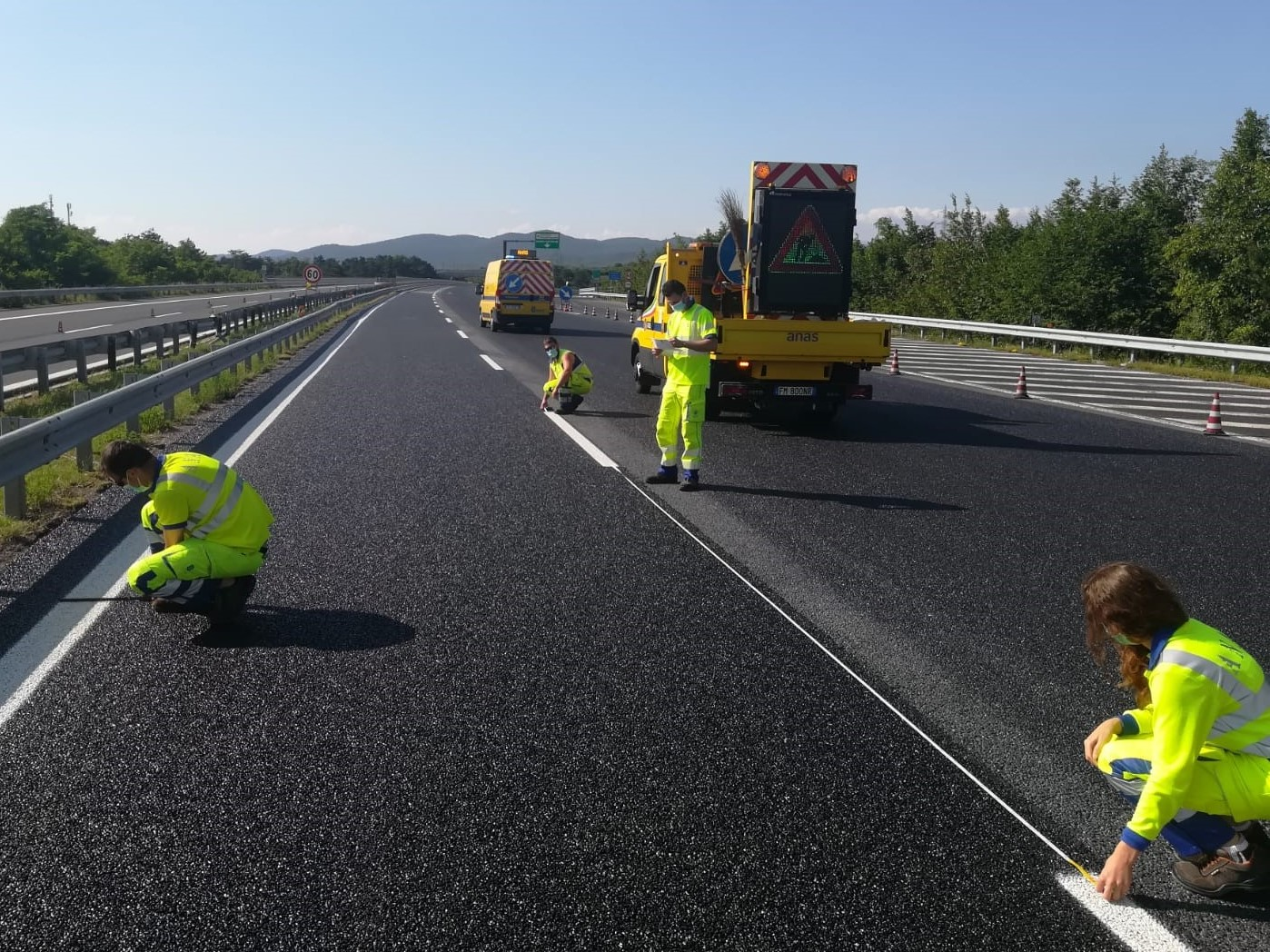
Personale Anas impegnato nelle verifiche sulle pavimentazioni e segnaletica orizzontale lungo il Raccordo Autostradale 13 "A4 – Trieste"

Rientrano tra le attività principali di Anas anche la manutenzione e l'esercizio della rete viaria.
La manutenzione ha l'obiettivo di garantire le migliori condizioni di sicurezza per i clienti e conservare efficienti nel tempo le infrastrutture. A tal proposito ha un ruolo chiave il concetto di “stato della strada” (anche detto livello di qualità globale) che viene definito attraverso una serie di indicatori che valutano le caratteristiche della strada in relazione alla sua struttura, uso e gestione.
Per Anas riveste una particolare importanza la definizione dei costi legati all'esercizio, ossia alla gestione nel tempo delle infrastrutture, che si aggiungono ai costi di investimento (gli oneri di progettazione e di realizzazione o miglioramento di una infrastruttura stradale). In particolare, rientrano nei costi di esercizio: la manutenzione fisica e funzionale delle opere, i servizi di regolazione del traffico e della circolazione, la sorveglianza, il monitoraggio, l'azione sulla sede stradale e l'attivazione di misure protocollari, il personale, il controllo dei livelli di servizio, l'informazione, l'interazione e il dialogo con i clienti.
Anche sotto l'aspetto della manutenzione ed esercizio della rete viaria uno dei principali ambiti d'intervento per Anas è l'incremento degli standard di sicurezza all'interno delle gallerie stradali. A tal fine, Anas ha completato una serie di attività propedeutiche al raggiungimento degli obiettivi prefissati e definito il “Piano di Manutenzione Straordinaria degli impianti in galleria”.

### Sicurezza stradale
Alcuni compiti di Anas, come ad esempio quello di garantire la sicurezza stradale, possono essere definiti trasversali perché riguardano diverse attività e strutture dell'azienda. Innanzitutto, Anas è protagonista della sicurezza cosiddetta passiva, in cui rientrano i lavori di costruzione di nuovi tratti stradali, la gestione e l'esercizio delle strade e la manutenzione ed ammodernamento della rete viaria.
L'Anas svolge un ruolo importante anche nella sicurezza attiva attraverso l'attività di pronto intervento e di regolazione della circolazione sulle strade di propria competenza. Questo servizio è garantito, 24 su 24, attraverso un reticolo di 21 Sale Operative Compartimentali (SOC) e una Sala Situazioni nazionale che gestiscono il flusso di tutte le informazioni provenienti dal territorio.
Anche la tecnologia contribuisce al miglioramento della viabilità e della sicurezza stradale. Un esempio in tal senso è “Vergilius”, il sistema di rilevazione elettronica della velocità media e istantanea progettato dall'Anas e installato su alcune tratte di strade ad alta incidentalità, sotto la gestione e il controllo della Polizia Stradale.

### Ricerca e nuove tecnologie
Anas è attiva anche nel campo della ricerca e delle nuove tecnologie nelle costruzioni stradali, un ambito nel quale sono in corso progetti per quanto riguarda le prestazioni, la durabilità e la sicurezza stradale. In particolare le attività riguardano le pavimentazioni, la segnaletica, i dispositivi di protezione, nonché la sicurezza e la salvaguardia dell'ambiente nelle sue diverse componenti quali mitigazione del rumore, risparmio energetico, risorse alternative.
Il Centro Sperimentale Stradale di Cesano costituisce il punto di riferimento scientifico, tecnico e di supporto a livello nazionale per tutte le attività concernenti la costruzione e la manutenzione delle infrastrutture viarie ed è il soggetto certificatore del rispetto delle norme tecniche e dei criteri di qualità nella realizzazione dei nuovi interventi.

## La rete stradale gestita
L'Anas ha in concessione la gestione della rete stradale nazionale, come disciplinata dal decreto legislativo 29 ottobre 1999 n. 461 così come modificato dal D.P.C.M. del 21 settembre 2001 ("Modifiche al decreto del Presidente del Consiglio dei Ministri 21 febbraio 2000 recante individuazione e trasferimento, ai sensi dell'art. 101, comma 1, del decreto legislativo n. 112 del 1998, delle strade non comprese nella rete autostradale e stradale nazionale") e da altri provvedimenti successivi. 
La società gestisce e controlla una rete di 
31 910 km di strade statali, autostrade, e raccordi autostradali in gestione diretta, compresi svincoli e complanari (dati aggiornati al 16 settembre 2021). La rete stradale si è ampliata tra il 2018 e il 2021 per effetto del piano “Rientro Strade”, che ha riportato sotto la gestione Anas 6 500 km di strade ex statali, regionali e provinciali. Il piano è stato avviato ad agosto 2017 con l’intesa sancita dalla Conferenza Unificata, a cui è seguito il Decreto del Presidente del Consiglio dei Ministri del 20 febbraio 2018, mentre la seconda fase di rientro strade ha preso il via ad aprile 2021 in esecuzione dei DPCM del 21 novembre 2019. Le strade di Anas sono divise in compartimenti regionali di competenza, dei quali quello siciliano ha la rete stradale più estesa con oltre 3914 km.

### Strade statali
Le strade statali di competenza dell'Anas, codificate in base al Codice della strada del 1992, hanno una lunghezza di circa 25 287 km, ai quali si aggiungono circa 396 km di strade in corso di classifica o declassifica (indicate con la sigla NSA – Nuova Strada Anas).
Con il decreto legislativo 2 settembre 1997, nº 320 il compartimento Anas nella regione Trentino-Alto Adige è stato abolito, di conseguenza la gestione e la proprietà delle strade statali e le relative pertinenze sono state consegnate alle province autonome territorialmente competenti.

### Autostrade
Su una rete nazionale di autostrade di circa 6 500 km la società Anas ne gestisce direttamente circa 1215, a cui si aggiungono circa 355 km di raccordi autostradali.
Dall'agosto del 2022 sino al 31 dicembre 2023, in via temporanea, ha gestito le autostrade A24 e A25, a pedaggio, tornate nuovamente a Strada dei Parchi.
Tutte le autostrade gestite dall'Anas sono gratuite. Nel dettaglio, le tratte gestite dalla società sono:
| Simbolo | Nome autostrada             | Altra denominazione                                                     | Tratto                                            | Lunghezza (km) | Note |
| ------- | --------------------------- | ----------------------------------------------------------------------- | ------------------------------------------------- | -------------- | ---- |
| A2      | Autostrada A2               | Autostrada Salerno-Reggio Calabria Autostrada del Mediterraneo          | A30 → Villa San Giovanni                          | 432,6          | -    |
| A19     | Autostrada A19              | Autostrada Palermo-Catania                                              | Villabate → Catania                               | 191,6          | -    |
| A29     | Autostrada A29              | Autostrada Palermo-Mazara del Vallo Autostrada Palermo-Trapani          | Palermo → Mazara del Vallo                        | 114,8          | -    |
|         | Autostrada Catania-Siracusa | Autostrada Catania-Siracusa                                             | Catania → Augusta                                 | 25,2           | -    |
| A90     | Grande Raccordo Anulare     | Autostrada del Grande Raccordo Anulare G.R.A. oppure GRA                | Roma                                              | 68,2           | -    |
| A91     | Autostrada A91              | Autostrada Roma-Fiumicino                                               | Roma → Aeroporto di Fiumicino                     | 18,5           | -    |
|         | Raccordo autostradale 2     | Raccordo di Avellino                                                    | Fisciano (A30 - A2) → Atripalda                   | 22,4           | -    |
|         | Raccordo autostradale 3     | Autopalio                                                               | Siena → Firenze (A1)                              | 56,4           | -    |
|         | Raccordo autostradale 4     | Raccordo autostradale di Reggio Calabria Tangenziale di Reggio Calabria | SS106 → A2dir RC                                  | 5,5            | -    |
|         | Raccordo autostradale 5     | Raccordo autostradale Sicignano-Potenza                                 | Sicignano degli Alburni (A2) → Potenza            | 51,5           | -    |
|         | Raccordo autostradale 6     | Raccordo autostradale Bettolle-Perugia                                  | Bettolle (SS715) → Perugia (SS3bis/E45)           | 58,5           | -    |
|         | Raccordo autostradale 8     | Ferrara - Porto Garibaldi                                               | A13 → Porto Garibaldi                             | 49             | -    |
|         | Raccordo autostradale 9     | di Benevento                                                            | A16 → SS372                                       | 12,7           | -    |
|         | Raccordo autostradale 10    | Raccordo autostradale Torino-Caselle                                    | Torino → Aeroporto di Torino-Caselle              | 10,7           | -    |
|         | Raccordo autostradale 11    | Ascoli - Mare                                                           | Ascoli Piceno → San Benedetto del Tronto          | 26             | -    |
|         | Raccordo autostradale 12    | Asse attrezzato, Raccordo Chieti-Pescara                                | Brecciarola di Chieti → Pescara (SS16dirC)        | 14,8           | -    |
|         | Raccordo autostradale 13    | Raccordo Autostradale Sistiana - Cattinara                              | Sistiana (A4) → Cattinara (Sistiana-Rabuiese)     | 21,0           | -    |
|         | Raccordo autostradale 14    | Raccordo Autostradale Opicina-Fernetti Diramazione per Fernetti         | Opicina (RA 13) → Fernetti                        | 1,5            | -    |
|         | Raccordo autostradale 15    | Tangenziale di Catania                                                  | San Gregorio di Catania (A18)→ Priomosole (SS114) | 20,4           | -    |
|         | Sistiana-Rabuiese           | Autostrada Sistiana-Rabuiese                                            | Cattinara (RA13) → Valico di Rabuiese             | 10,1           | -    |

## Partecipazioni

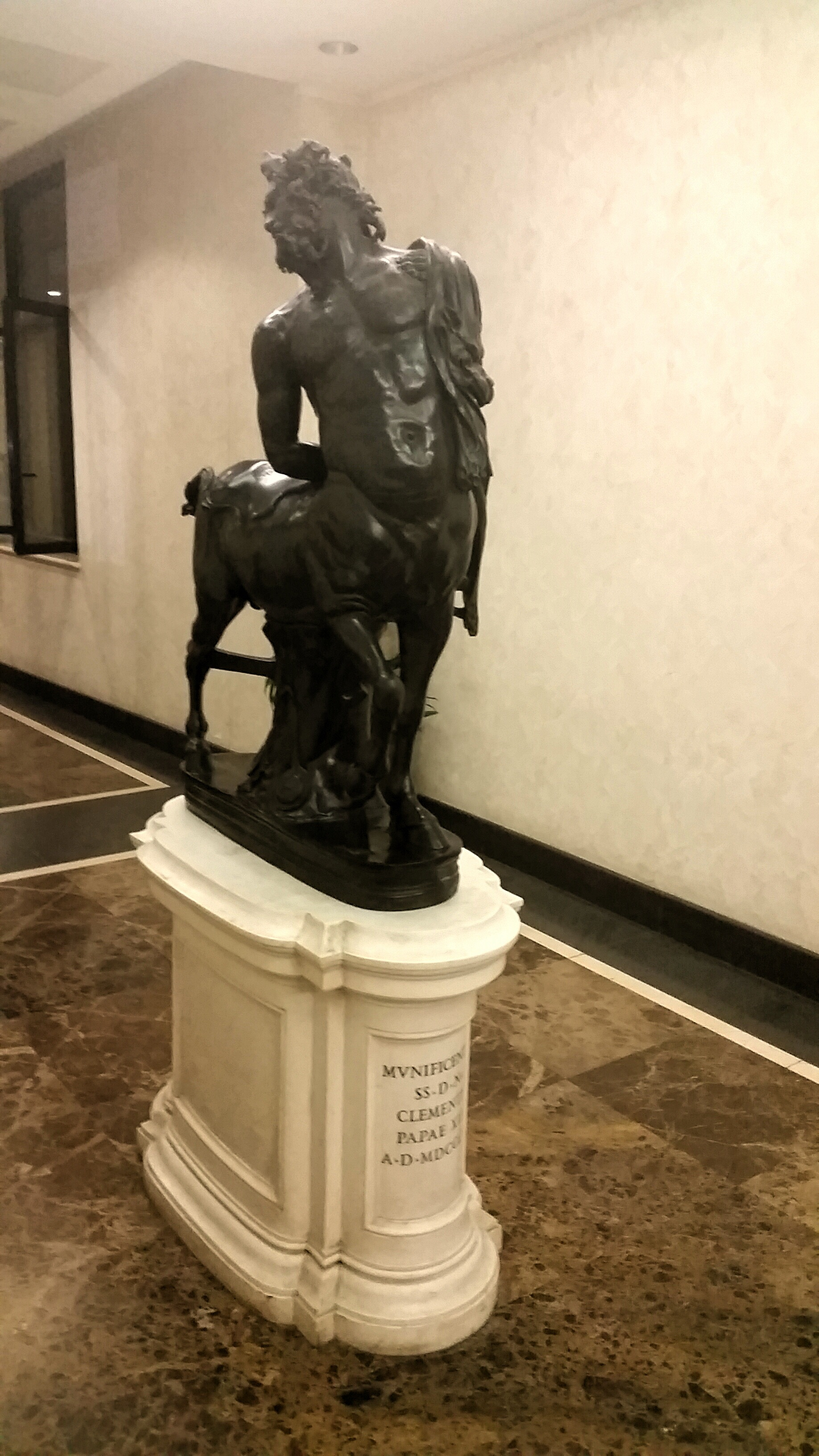
Centauro nella sede Anas di Roma

Anas ha partecipazioni azionarie in:

### Società controllate direttamente
- Anas International Enterprise - 100,00%
- Anas Concessioni Autostradali - 100,00%
- Quadrilatero Marche Umbria - 92,38%

### Società controllate indirettamente
- PMC Mediterraneum - 1,50%[47]
- Stretto di Messina S.p.A. - 36,70%[48]

### Società collegate
- Autostrade del Lazio (in liquidazione) - 50,00%
- Concessioni Autostradali Lombarde - 50,00%
- Concessioni Autostradali Venete - 50,00%
- Autostrada Asti-Cuneo - 35,00%
- Società Italiana per il Traforo del Monte Bianco - 32,13%
- Sitaf S.p.A. - 31,75%

### Altre imprese
- Italian Distribution Council (in liquidazione) - 6,67%
- Consel (Consorzio ELIS per la formazione professionale superiore) - 1,00%

## Loghi

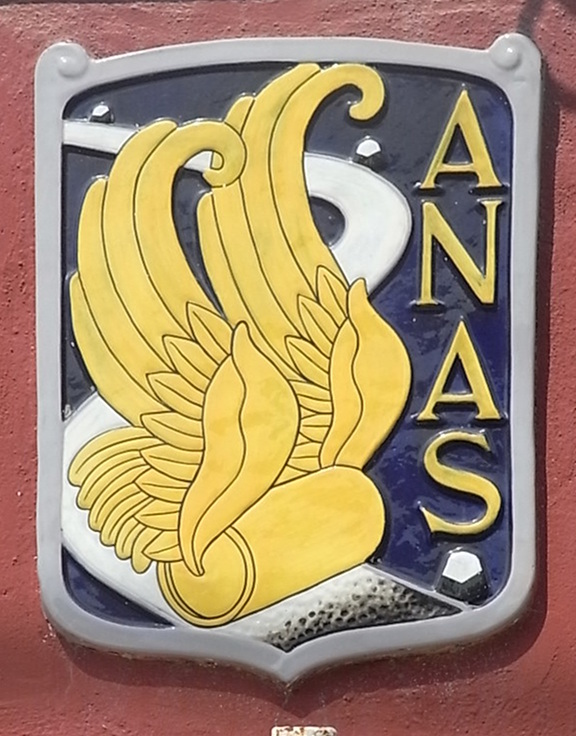
1946-2002
1946-2002 (Ricreazione)
2002-2017
2017-2018
2018-attuale

## Dati commerciali
| Valori in €/milioni         | Anno 2023 | Anno 2022 | Anno 2021 | Anno 2020 | Anno 2019 | Anno 2018 |
| --------------------------- | --------- | --------- | --------- | --------- | --------- | --------- |
| Ricavi operativi            | 3.907,13  | 3.404,54  | 2.889,35  | 2.343,08  | 2.163,47  | 2.046,51  |
| Risultato Operativo (EBIT)  | -46,53    | -0,81     | -6,61     | -19,63    | -25,26    | -11,64    |
| Risultato d'esercizio       | -162,73   | 4,84      | 0,40      | -168,76   | -71,14    | 2,04      |
| Posizione finanziaria netta | -1.530,8  | -1.268,56 | -869,49   | -1.061,27 | -1.550,20 | -1.457,65 |
| Mezzi propri                | 2.281,73  | 2.449,48  | 2.441,47  | 2.441,66  | 2.611,21  | 2.685,38  |